# Deixa Falar
Deixa Falar fue la primera escola de samba de Brasil. Su fundación fue el 12 de agosto de 1928 en el barrio de Estácio, en Río de Janeiro.

## Historia
La agremiación carnavalesca Deixa Falar fue la primera escola de samba en el sentido literal del término, pues sus integrantes difundían y enseñaban samba. Fue fundada el 12 de agosto de 1928 en el nº 27 de la calle Maia de Lacerda en el barrio de Estácio, en Río de Janeiro. La casa pertenecía al sargento de policía Chystalino, padre del sambista Biju. Entre los fundadores estuvieron los compositores y sambistas Ismael Silva, Heitor dos Prazeres, Bide, Armando Marçal, Paulo Barcelos, Baiaco, Brancura, Mano Edgar, Mano Rubem, Mano Aurélio, entre otros.
Fue bautizada como Deixa Falar por Ismael Silva. Cerca de la sede de la escuela, en el Largo do Estácio, funcionaba una Escuela Normal. De ella procedía, según Silva, la analogía creada por él pues su agrupación formaría profesores de samba. Pero investigaciones posteriores detectaron que la utilización del término «escola de samba» es anterior a 1928.
Los colores de la agremiación eran rojo y blanco, en homenaje al bloco A União Faz a Força, liderado por el sambista Mano Rubem (también de Estácio) y que dejó de existir con el fallecimiento de este en 1927. También homenajeaba al America Football Club, cuya sede estaba cerca del barrio.
Entre los sambistas fundadores había dos proyectos: el de su presidente Oswaldo da Papoula, que proponía crear un rancho; y el de Ismael Silva, que era crear un bloco innovador, que excluyera casi todos los elementos estructurales de los ranchos. Silva era contrario a los enredos, evoluciones, destaques y pasos extraños al samba. A pesar de sus diferencias, ambos colaboraron para que el grupo carnavalesco llegara a ser uno de los más famosos de la ciudad en esa época, entre los que tenían como base musical el samba.
Bide, sambista de la escola, participó en 1929 de la grabación de Na Pavuna, primera grabación en disco en la que se usaron instrumentos y marcación típicos de las escolas de samba, sin una banda musical que hiciera la base y con la orquestación del percusionista Armando Marçal. Fueron miembros de Deixa Falar quienes introdujeron al samba la cuica, el tamborim, el pandeiro y el surdo. Este último fue creado por Bide, uno de los fundadores de la escola, con un latón de manteca, aros y piel de cabrito. El éxito fue tal que al año siguiente todas las escolas imitaron a Deixa Falar.
También en 1929, Zé Espinguela organizó el primer concurso de escolas de samba del que se tenga noticia, en su propia casa de la calle Adolpho Bergamini en Engenho de Dentro, donde hoy está la sede de la escola de samba Arranco. En tiempos en que el samba aún era marginado, este encuentro tenía como objetivo escoger al mejor grupo de sambistas (o escola de samba) de la ciudad. Tres grupos se presentaron: el Conjunto Oswaldo Cruz, el Bloco Carnavalesco Estação Primeira y Deixa Falar, que fue descalificada por utilizar instrumentos de viento. En 1930 y 1931 no se realizó el concurso, pero el samba moderno ya se había difundido por la ciudad y muchos blocos adoptaron la denominación escola de samba, asimilando algunos elementos propuestos por Deixa Falar.
Durante su corta existencia envió «embaixadas» (es decir, visitó) a otros reductos del samba como Mangueira, Oswaldo Cruz y Madureira, desfiló en Praça Onze en los carnavales de 1929, 1930 y 1931. Pero no alcanzó a participar del primer concurso oficial de las escolas de samba de Río de Janeiro, organizado en 1932 por el diario Mundo Sportivo. En ese año optó por pasar a la categoría de rancho. La agremiación ya había desfilado entre los ranchos en el concurso organizado por el diario Jornal do Brasil, a modo de experiencia con el enredo O Paraíso de Dante, y obtuvo una buena reseña periodística. Volvió a participar en 1932 en forma oficial con el enredo A Primavera e a Revolução de Outubro, en homenaje a la revolución de octubre de 1930 en Brasil que llevó a la presidencia a Getúlio Vargas, pero ni siquiera obtuvo clasificación pues según el jurado la propuesta fue «simple y sin mayores pretensiones». 
Con el tiempo fue también un rancho, si bien algunos investigadores afirman que en realidad fue apenas un bloco. Entre 1929 y 1932 en Brasil aún se escribía «escola de samba» entrecomillado, y estas eran consideradas como blocos con marcación diferente. De hecho, Deixa Falar nunca se inscribió en concursos de la categoría «escola de samba» y tampoco desfiló como tal.
El grupo se disolvió en 1932 debido a conflictos relacionados con los gastos de subvención ofrecidos por la prefectura para este último desfile. El 29 de marzo de 1933 la agrupación se fusionó con el bloco União das Cores, para formar el bloco União do Estácio de Sá. Después de esta fusión Osvaldo da Papoula, se integró a Recreio das Flores, del barrio de Saúde, e Ismael Silva no volvió a asociarse a ningunta otra agremiación carnavalesca hasta el fin de su vida.
En 1980 la escola de samba Estácio de Sá, entonces llamada Unidos de São Carlos desfiló en el grupo principal con el enredo Deixa Falar, en homenaje a la escola pionera. En 2010 la misma escola desfiló en el grupo de acesso con el enredo Deixa Falar, a Estácio é isso aí. Eu visto esse manto e vou por aí.